# 石井英夫
石井 英夫（いしい ひでお、1933年（昭和8年）1月2日 - 2024年（令和6年）12月18日）は、日本のコラムニスト・新聞記者。産経新聞論説委員。同紙朝刊一面のコラム「サンケイ抄（現・産経抄）」を35年にわたり担当した。

## 来歴・人物
神奈川県横須賀市生まれ。神奈川県立横須賀高等学校（高3期）、早稲田大学第一政治経済学部を卒業。
1955年、産経新聞社に入社。札幌支局の警察担当を皮切りに社会部畑を歩んだのち、産経新聞朝刊一面のコラム「サンケイ抄（現・産経抄）」を1969年から2004年12月まで35年間執筆。同社論説委員、フジテレビ番組審議会委員も務めた。2008年12月末に産経新聞社を退職した。
山本夏彦に私淑。大江健三郎がノーベル文学賞を受賞した際の大江批判ほか硬骨ぶりを示すエピソードは数多い。産経新聞同様に米国寄り、擁護の発言が多いとして反米保守派の小林よしのりからは顔を黒塗りで描かれている。2001年のアメリカ同時多発テロ事件後、同年のえひめ丸事故での米海軍による船体引き揚げ作業の中止を主張し反発を招いた。イラク戦争の「大義」を巡って主張が二転三転し、物議を醸したこともある（イラク戦争の大義を参照）。コブシをこよなく愛し、花が咲く頃には産経抄でとりあげることもしばしばである。2003年の秋口にムカゴに関する、渇いたエッセイで読者の共感を呼び、軽いブームを呼んだ。玉川上水、野火止用水に関するコラムも多い。反韓・反中的言説が多いが、中国旅行記を定期的に連載する一面もある。
著書『新聞記者 司馬遼太郎』などで、司馬遼太郎（福田定一）が産経新聞社記者だった事に度々言及している。
2024年12月18日、老衰のため死去。91歳没。

## 主な著書
- 『サンケイ抄―自然と社会と人間と』サンケイ出版、1977年。
- 『鳥の目・虫の目―にんげん歳時記 石井英夫の年々歳々抄』サイマル出版会、1981年。
- 『コラムの愉しさ（「サンケイ抄」傑作選）』サイマル出版会、1987年。
- 『渡る世間の日本語クイズ―知らなきゃ恥かく損をする』光文社<カッパ・ブックス>、1994年。
- 『コラムの愛（かな）しみ（「産経抄」傑作選）』サイマル出版会、1991年。
- 『ぶらり中国』サンケイ新聞社、1992年。
- 『コラムの歯ぎしり(「産経抄」傑作選 4)』サイマル出版会、1993年。
- 『クロニクル産経抄25年』〈上〉〈下〉文藝春秋、1996年。
- 『新編・ぶらり中国』産経新聞ニュースサービス、1997年。
- 『蛙の遠めがね』文藝春秋、1998年。
- 『産経抄 この五年』文藝春秋、2001年。
- 『産経抄 それから三年 2001~2003』文藝春秋、2004年。
- 『日本人の忘れもの』扶桑社、2008年。
- 『コラムばか一代 産経抄の35年』産経新聞ニュースサービス、2005年。扶桑社文庫、2009年。
- 『いとしきニッポン』清流出版、2011年。

## 出演番組
- 『タウンページPresents ラジオ産経抄』（ニッポン放送）